# Mycalesis asophis
Mycalesis asophis är en fjärilsart som beskrevs av William Chapman Hewitson 1862. Mycalesis asophis ingår i släktet Mycalesis och familjen praktfjärilar. Inga underarter finns listade i Catalogue of Life.

## Bildgalleri

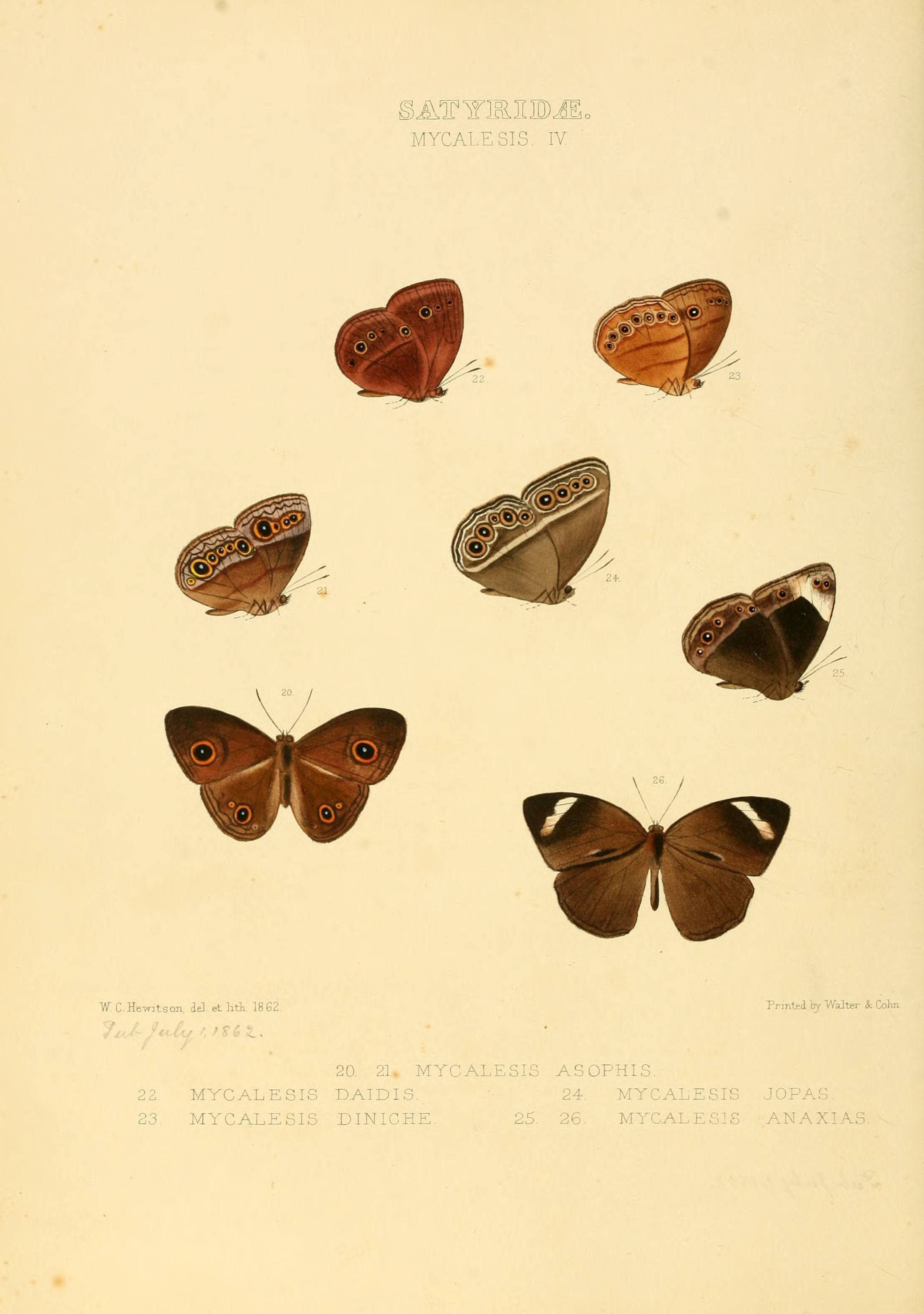